# Steven Dubois
Steven Dubois (Laval, 1º maggio 1997) è un pattinatore di short track canadese, vincitore della medaglia d'argento nello short track 1500 m a Pechino 2022.

## Palmarès

### Olimpiadi
- 3 medaglie:
  - 1 oro (staffetta 5000 m a Pechino 2022)
  - 1 argento (1500 m a Pechino 2022)[3]
  - 1 bronzo (500 m a Pechino 2022)

### Mondiali
- 7 medaglie:
  - 4 ori (500 m, 1000 m, staffetta 5000 m e staffetta 2000 m mista a Pechino 2025)
  - 1 argento (500 m a Seul 2023);
  - 2 bronzi (staffetta 5000 m a Montréal 2022; 1000 m a Seul 2023).

### Mondiali junior
- 1 medaglia:
  - 1 bronzo (500 m a Sofia 2016).